# トランプチ
トランプチ (中国語：传祺、英語：Trumpchi)は、広州汽車集団が展開している自動車ブランドである。 

## 歴史
2008年に設立され、2010年12月に広州汽車集団で初の自社ブランドとして発表された。トランプチブランドで最初のモデルである「GA5」は、アルファロメオ・166をベースとして同年9月に製造を開始した。製造された最初の500台は同年11月に行われた2010年アジア競技大会の組織委員会へ提供された。
2018年1月、デトロイトモーターショーにて北米市場へ2019年に参入すると発表。同年8月、モスクワモーターショーにてロシア市場へ2019年に参入すると発表。同年10月、パリモーターショーにて欧州市場へ参入すると発表した。
2018年11月、サウジアラビアとフィリピンにて発売を開始した。

## 現行車種一覧
- GA3S - 小型セダン
- GA4 - 小型セダン
- GA6 - 中型セダン
- GA8 - 大型セダン
- GE3 - 電気自動車
- M6 - 中型ミニバン
- M8 - 大型ミニバン
- GS3 - 小型SUV
- GS4 - 中型SUV
- GS4 Coupe - クーペSUV
- GS5 - 中型SUV
- GS7 - 中型SUV
- GS8 - 中型SUV
- GS8S - 中型SUV
- Empow - 小型クーペ

## 旧来車種一覧
- GA3 - 中型セダン
- GA5 - 中型セダン

## ブランド名
「传祺 (トランプチ)」は、中国語で「伝説」を意味する。
2018年1月、北米市場へ参入意向の際にブランド名である「Trumpchi (トランプチ)」がアメリカ合衆国大統領である「Donald Trump (ドナルド・トランプ)」に酷似しているという政治的問題を理由にブランド名を変更することを決定した。